# Al este del oeste
 Al este del oeste  es una película cómica en clave de western española escrita y dirigida por Mariano Ozores en el año 1984. 
Ambientada en el western, con poco presupuesto, le valió la época del destape para sobresalir y vender miles de VHS, con una historia cómica y paródica pero digna de ver en esa transición del cine español en los años 80.

## Sinopsis
En un pueblo situado al Este del Oeste, han contratado a un famoso pistolero conocido como Bill 'Pistolas de Oro' para que imponga la ley y aleje a dos bandas de ladrones que les asaltan todas las semanas. En medio de tanta tensión, la llegada de dos forasteros hace pensar que uno de ellos es el famoso pistolero lo que provoca una serie de divertidas situaciones.

## Reparto
- Fernando Esteso como Forastero
- Antonio Ozores como Polonio Horacio Platón, forastero charlatán
- Conrado San Martín como Alcalde, padre de Margaret
- Adriana Vega como Margaret Rose
- Fernando Sancho como Chapulín
- África Pratt como Stella
- José Manuel Martín como Bad Milk
- Juanito Navarro como indio Blackandecker
- Luis Barbero como Mr. First
- Adrián Ortega como Cliente barbería
- Francisco Camoiras como Barbero
- Tito García como Tafford, el herrero
- Maite Sancho
- Pilar Bardem como Martha Tafford
- Víctor Israel como "Tumbas", el enterrador
- Emilio Fornet como Sheriff Coward
- Francisco Nieto como esbirro de Bad Milk
- Guillermo Antón

## Localizaciones
Fue rodada en Almería, El Escorial, La Pedriza, Talamanca del Jarama y Madrid.